# 吴集镇 (淮安市)
吴集镇，是中华人民共和国江苏省淮安市淮阴区下辖的一个乡镇级行政单位。2018年7月撤消，并入渔沟镇。

## 行政区划
吴集镇下辖以下地区：
吴集社区、新园村、兴和村、黎明村、民主村、三和村、振兴村、后荡村、包圩村、淮西村和倪祠堂村。